# Орсара-Борміда
Орсара-Борміда (італ. Orsara Bormida, п'єм. L'Orsera) — муніципалітет в Італії, у регіоні П'ємонт,  провінція Алессандрія.
Орсара-Борміда розташована на відстані близько 450 км на північний захід від Рима, 80 км на південний схід від Турина, 26 км на південь від Алессандрії.
Населення — 412 осіб (2014).
Щорічний фестиваль відбувається 11 листопада. Покровитель — святий Мартин.

## Демографія
Населення за роками:

Станом на 1 січня 2023 року в муніципалітеті офіційно проживали 34 іноземці з 11 країн, серед них 10 громадян країн Євросоюзу.

## Сусідні муніципалітети
- Монтальдо-Борміда
- Морсаско
- Ривальта-Борміда
- Стреві
- Тризоббіо